# Castello di Csesznek
Il Castello di Csesznek o Castello Esterházy di Csesznek è un palazzo situato nella città di Csákvár, in Ungheria. 

## Storia

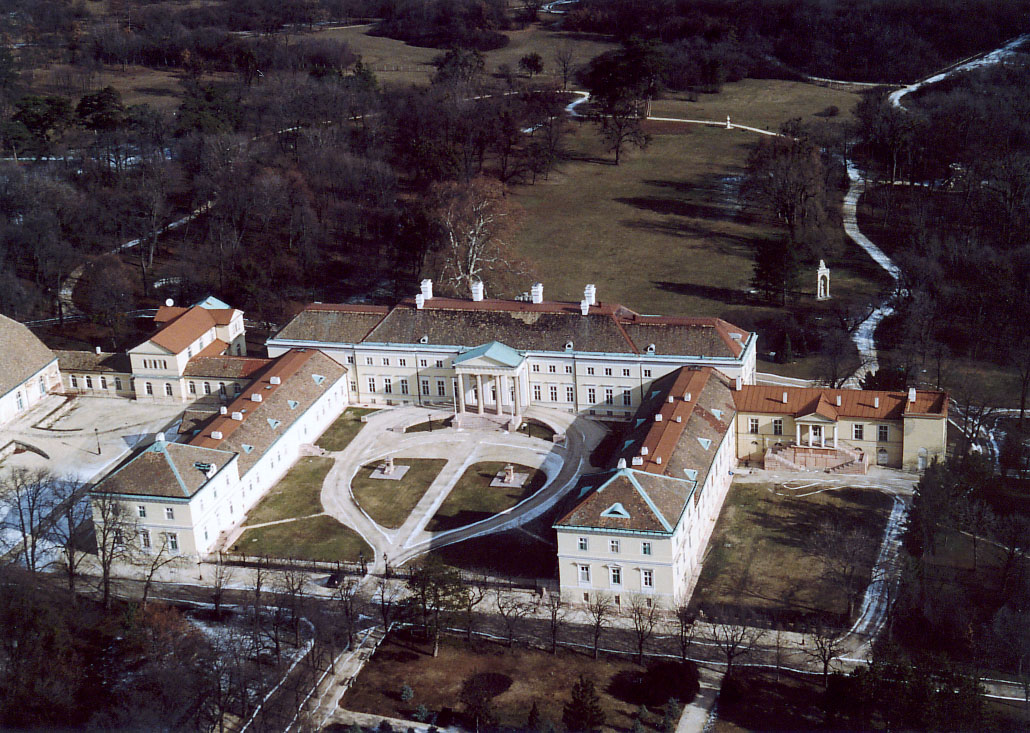
Veduta aerea del palazzo

Il palazzo venne fatto costruire tra il 1760 ed il 1765, su progetto dell'architetto Jakab Fellner, dal conte János Esterházy. La parte centrale del castello venne completata e resa abitabile nel 1778 e venne modellata sulle forme del Palazzo Eszterházy di Fertőd, in stile rococò. Successivamente il complesso venne completamente ristrutturato su progetto di Anton Göttz in stile neoclassico dopo che una serie di terremoti colpì la regione tra il 1810 ed il 1814; l'unica parte che venne mantenuta originale fu la facciata sul retro verso il parco. I lavori vennero diretti quindi da Charles Moreau che li portò a compimento nel 1823. 
Il palazzo dispone di 365 stanze in tutto, una per ogni giorno dell'anno, nonché di una grande biblioteca, di una cappella e di una sala dedicata a celebrare la caccia di cui il conte era un grande amante. L'attuale area occupata da una cucina e da una sala da pranzo era originariamente un maneggio con fienile. Di fronte al castello si possono vedere due fontane ornamentali in marmo rosso, ciascuna adornata da una maschera teatrale in bronzo in riferimento all'arte della recitazione molto apprezzata da casa Esterházy.
Nel 1954, l'edificio divenne un ospedale per malati di tubercolosi ed attualmente è ancora sede dell'ospedale Szent György della contea di Fejér.
Il suo parco all'inglese, di 77 ettari, venne costruito a partire dal 1779 su progetto del paesaggista italiano Isidoro Canevale. In esso sono ancora oggi presenti più di 400 specie diverse, tra cui sicomori ed ippocastani di oltre 200 anni di età.